# طبقات‌الصوفیه
طبقات‌الصوفیه یکی از متون کهن فارسی نوشته‌شده در حوزه هرات (قرن پنجم هجری) است. این کتاب حاصل املای سخنان خواجه عبدالله انصاری در مجالس وعظ است که به دست یکی از شاگردانش نوشته شده‌است.

## تأثیر از فارسی هروی
بررسی واژه‌های باقی‌مانده در طبقات نشان می‌دهد که برخی از آن‌ها از نظر ساخت بسیار کهن‌اند و تا سده‌های پنجم در لهجه مردم هرات زنده و رایج بوده و بعضی از آن‌ها در نواحی دیگر خراسان نیز به کار می‌رفته‌اند. تعدادی از این واژه‌ها در فرهنگ‌های لغت ضبط شده و شماری به فرهنگ‌ها نیز راه نیافته است، مانند (اندامیدن) به معنای حسرت خوردن، و (تاسا) به معنای ملال همچنین است برخی ویژگی‌های دستوری که نشانه‌ای از گویش محلی هرات دارد، مانند کاربرد «ایذ/اید» به جای فعل «است» استعمال صیغه‌های مضارع «بودن» به صورت بم، بوم، بی، بوی، بید، بند؛ و صیغه‌های فعل «شدن» به صورت شم، شی، شید، شند. 
«خدمت در راه خدا» متن و ترجمه‌ای اقتباسی از طبقات الصوفیه است. 